# 劍橋哲學辭典
《劍橋哲學辭典》是一部收錄哲學術語的辭典，由Robert Audi主編，劍橋大學出版社出版。這部辭典的初版於1995年出版，1999年出版第二版。辭典有 440 名作者供稿，編輯顧問委員會有 28 名成員。

## 外部連結
- 詳情請瀏覽劍橋大學出版社網頁